# Juramaia sinensis
Juramaia sinensis és una espècie de mamífer teri, possiblement un euteri molt basal, que visqué en el Juràssic mitjà (Cal·lovià-Bathonià).
És el primer mamífer prehistòric conegut i se n'han trobat fòssils a l'oest de Liaoning (Xina). Se'l coneix a partir de l'holotip BMNH PM1343, un esquelet articulat i gairebé complet, amb el crani fragmentari i la dentadura completa. Fou descobert al jaciment de Daxigou (Jianchang), a la formació de Tiaojishan (160 Ma). Fou descrit l'any 2011 per Zhe-Xi Luo, Chong-Xi Yuan, Qing-Jin Meng i Qiang Ji. És l'única espècie coneguda del gènere Juramaia.